# Beechcraft 77 Skipper
El Beechcraft Model 77 Skipper es un avión biplaza de propósito general, de ala fija y tren de aterrizaje fijo triciclo, diseñado en principio para vuelos de entrenamiento y utilizado posteriormente para turismo y aviación privada.
El Skipper, cuya producción se inició en 1979, fue el intento de Beechcraft de entrar en el mercado de los biplazas de entrenamiento, con un aparato capaz de competir con la popular línea Cessna 150/152 de aviones de entrenamiento. Los trabajos de diseño del Skipper, como PD 285, comenzaron en 1973, volando por primera vez el 6 de febrero de 1975. Aunque en un principio montaba una configuración de cola estándar, con el tiempo fue adoptada una configuración de cola en T.
Las similitudes en el diseño entre el Skipper y el Piper Tomahawk llevaron a especular acerca de si dicho paralelismo era fruto del espionaje industrial, ya que ambos eran de ala baja, de cabina en burbuja y cola en T. Nunca se probó nada acerca de este asunto.

## Desarrollo
Al igual que los modelos de entrenamiento de Cessna y Piper, el Skipper monta el motor Lycoming O-235 y asientos lado a lado para permitir el doble mando. Parte de las características del Skipper respondían a las carencias encontradas en otros aviones de entrenamiento. La cabina medía 1,09 m de ancho, en comparación con los 1,01 m del Cessna 152. La forma de burbuja y las grandes ventanas, combinadas con el ala baja, proporcionaban una buena visibilidad.
El ala del Skipper posee un perfil GA(W)-1, diseñado especialmente para su aplicación en aviación general, fruto de diversas investigaciones de la NASA durante los años 70. El avión fue certificado para realizar barrenas intencionadas. Aunque es un diseño totalmente metálico, el Skipper incorpora una serie de técnicas constructivas innovadoras, incluyendo uniones de panel de abeja, largueros tubulares, y estructura alar de uniones calientes. Los flaps y alerones son actuados mediante barras de torsión, en vez de cables. El tren de aterrizaje está montado en la unión fuselaje/ala, pero tiene un ancho de vía de 2 m, dándole una apariencia de "abierto de patas" en el suelo.
El Skipper montaba tanto un sistema de aceleración como un panel de instrumentos similar a los del Beechcraft Musketeer y Beechcraft Duchess, con la intención de facilitar a los estudiantes la transición a aviones de entrenamiento más avanzados. Entre los aparatos de la línea de aviones ligeros de Beech, solamente el Skipper y el bimotor cuatriplaza Duchess montaron la cola en T.

## Historia operacional

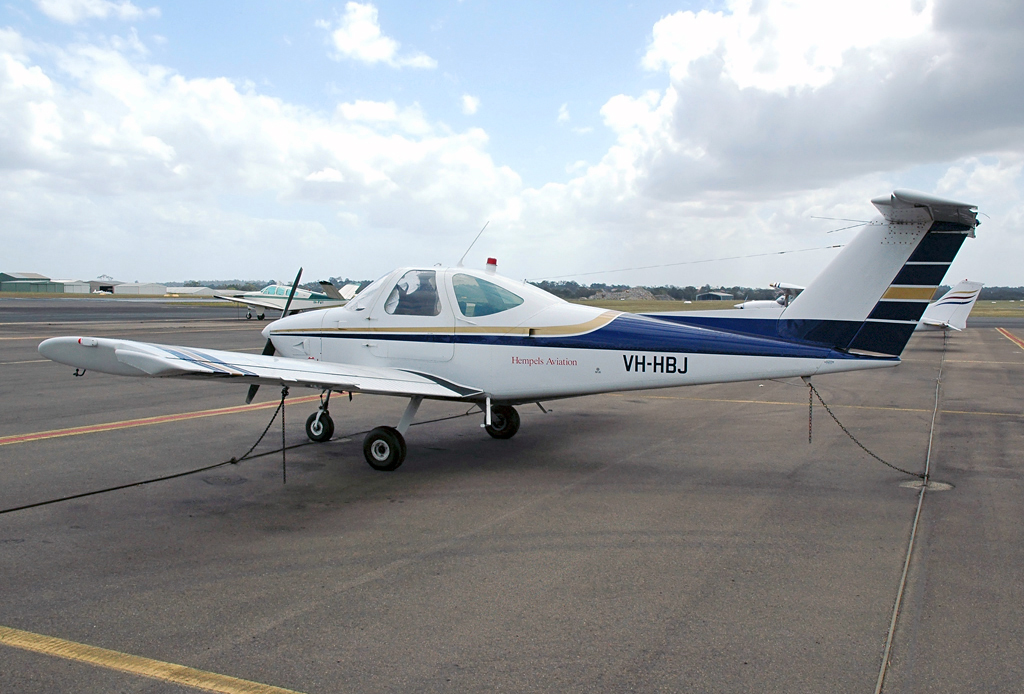
Beechcraft Skipper

El Skipper tuvo la mala suerte de ser presentado al principio de una severa crisis en la producción de aviones de propósito general en los Estados Unidos, de manera que su producción se mantuvo solamente hasta 1981, con un total de 312 unidades entregadas.
La mayoría de la producción fue enviada a los centros de entrenamiento de la propia constructora, los Beech Aero Center, donde eran empleados como entrenadores primarios. Algunos de ellos siguen operativos como aviones de entrenamiento, si bien muchos otros están en manos de propietarios que los emplean para vuelos turísticos.

## Especificaciones técnicas  (1979 Skipper)
Referencia datos: Jane's All The World's Aircraft 1980–81 and Observer's Book of Aircraft 1981

### Características generales
- Tripulación: 1
- Capacidad: 1 pasajero
- Longitud: 7,3 m (24 ft)
- Envergadura: 9,1 m
- Altura: 1,81 m
- Superficie alar: 12,1 m² (130,2 ft²)
- Peso vacío: 500 kg (1102 lb)
- Peso útil: 260 kg
- Peso máximo al despegue: 760 kg
- Planta motriz: 1× motor horizontal Lycoming O-235-L2C.
  - Potencia: 86 kW (115 HP; 117 CV)
- Hélices: 1× bipala por motor.

### Rendimiento
- Velocidad máxima operativa (Vno): 263 km/h (163 MPH; 142 kt)
- Velocidad crucero (Vc): 194 km/h

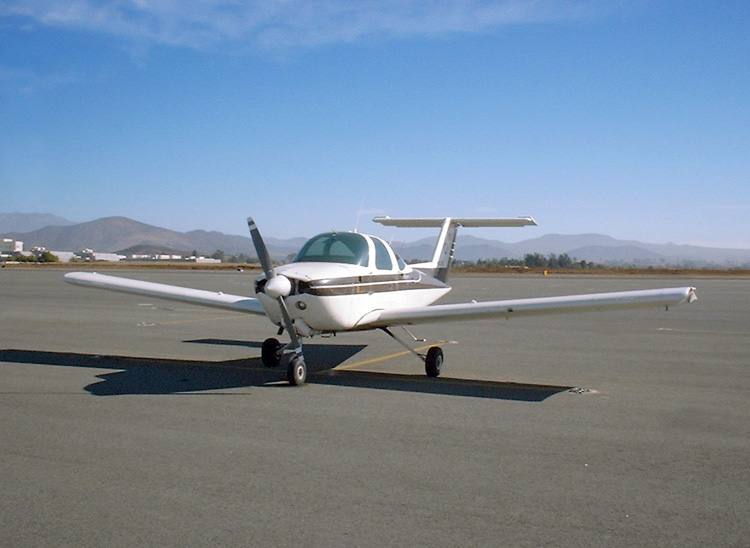
Beechcraft 77 Skipper.

- Velocidad de entrada en pérdida (Vs): 91 km/h ; con flaps desplegados por completo: 87 km/h.
- Alcance: 719 km (388 nmi)
- Techo de vuelo: 3900 m (12 795 ft)
- Régimen de ascenso: 3,67 m/s

### Aeronaves similares
- Cessna 150
- Cessna 152
- Grumman American AA-1
- Liberty XL2
- Piper Tomahawk
- / Symphony SA-160
- Whitney Boomerang

### Secuencias de designación
- Secuencia Numérica (interna de Beechcraft): ← 70 - 73 - 76 - 77 - 80 - 88 - 90 →